# David Lascelles (8. hrabia Harewood)
David Henry George Lascelles, 8. hrabia Harewood (ur. 21 października 1950 w Paddington, Londyn) – hrabia, producent filmowy, najstarszy syn George’a Lascellesa i Marion Stein. Hrabia Harewood od 11 lipca 2011. Znajduje się w linii sukcesji brytyjskiego tronu.

## Życiorys
Urodził się 21 października 1950 w Paddington w Londynie jako najstarszy syn George’a Lascellesa i Marion Stein. Ochrzczony w kościele pw. Wszystkich Świętych w Harewood. Rodzicami chrzestnymi byli Elżbieta II, Maria Teck, Benjamin Britten i Gerald Lascelles.
12 lutego 1979 poślubił Margaret Rosalind Messenger. Para rozwiodła się w 1989. Kolejne małżeństwo zawarł 11 marca 1990 z Diane Jane Howse. 
Hrabia David Lascelles doczekał się czwórki potomstwa:
- Emily Tsering Shard (ur. 23 listopada 1975) - od 12 lutego 2008 jej mężem jest Matthew Shard. Para doczekała się trójki potomstwa: Isaaca i Idy (2009) oraz Otisa (2011)[2],
- Benjamin George Lascelles (ur. 19 września 1978) - urodził się przed zawarciem ślubu przez rodziców, wobec czego nie ma praw dziedzicznych. Od 18 kwietnia 2009 mąż Kolumbijki Caroliny Vélez Robledo, z którą ma syna Mateo (2013)[3],
- Alexander Edgar Lascelles (ur. 13 maja 1980) - prawowity następca hrabstwa. Jego synem jest Leo Cyrus Anthony Lascelles,
- Edward David Lascelles (ur. 19 listopada 1982) - 2 sierpnia 2014 poślubił Sophie Cartlidge.

## Tytuły
- Wicehrabia Lascelles (21 października 1950-11 lipca 2011)
- Wielmożny Hrabia Harewood (od 11 lipca 2011)

## Działalność filmowa
Był producentem i autorem zdjęć filmu dokumentalnego Tybet. Trylogia buddyjska (rok produkcji 1979, premiera 1984). W 1991 został nominowany, a w 1992 otrzymał do Nagrodę Telewizyjną Akademii Brytyjskiej jako producent serialu Inspector Morse. W 1994 został nominowany do tej nagrody jako jeden z producentów filmu telewizyjnego Wide-Eyed and Legless. W 2022 został nominowany jako jeden z producentów do Royal Television Society Craft & Design Awards w kategorii Sound - Entertainment & Non Drama za trzeci sezon serialu Trying.